# Whitehill (Hampshire)
Whitehill – wieś w Anglii, w hrabstwie Hampshire, w dystrykcie East Hampshire. Leży 37 km na wschód od miasta Winchester i 69 km na południowy zachód od Londynu.